# Bento Gonçalves (stad)
Bento Gonçalves är en stad och kommun i Brasilien, som ligger i delstaten Rio Grande do Sul. Folkmängden i kommunen uppgick år 2014 till 112 000 invånare.

## Administrativ indelning
Kommunen var 2010 indelad i sex distrikt:
- Bento Gonçalves
- Faria Lemos
- Pinto Bandeira
- São Pedro
- Tuiutí
- Vale dos Vinhedos